# Борок (Шелонская волость)
Борок — деревня в Дедовичском районе Псковской области России. Входит в состав Шелонской волости.

## География
Деревня находится в восточной части Псковской области, в зоне хвойно-широколиственных лесов, на правом берегу реки Шелони, на расстоянии примерно 3 километров (по прямой) к северо-западу от посёлка городского типа Дедовичи, административного центра района.

### Климат
Климат характеризуется как переходный от морского к умеренно континентальному, со снежной мягкой зимой и прохладным летом. Средняя многолетняя температура самого холодного месяца (января) составляет −7,5°С, температура самого тёплого (июля) — +17,4°С. Среднегодовое количество осадков — 603 мм.

### Часовой пояс
Деревня Борок, как и вся Псковская область, находится в часовой зоне МСК (московское время). Смещение применяемого времени относительно UTC составляет +3:00.

## История
До 2010 года населённый пункт входил в состав Крутецкой волости, с 2010 по 2015 годы — в состав ныне упразднённой Дубишенской волости.

## Население
| 2001 | 2002 | 2010 |
| ---- | ---- | ---- |
| 5    | ↗17  | ↘8   |

Согласно результатам переписи 2002 года, в национальной структуре населения русские составляли 100 %.